# Aromatización

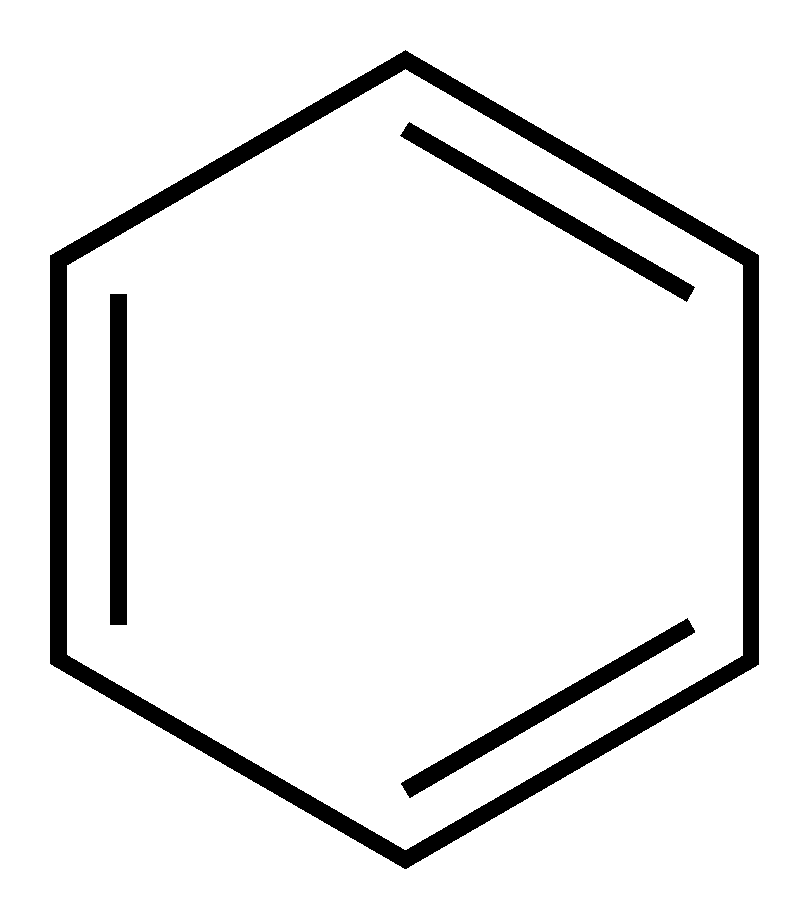
Estructura química del benceno, un anillo aromático simple.

Aromatización es el proceso químico mediante el cual una molécula orgánica (o una parte de ella) es convertida en un anillo bencénico (también llamado anillo aromático). La tautomería ceto-enólica hace parte de dicho proceso químico, por ejemplo en la biosíntesis de compuestos aromáticos en las plantas y microorganismos.
- Datos: Q698026